# Mixogaster orpheus
Mixogaster orpheus är en tvåvingeart som beskrevs av Hull 1944. Mixogaster orpheus ingår i släktet Mixogaster och familjen blomflugor.
Artens utbredningsområde är Guyana. Inga underarter finns listade i Catalogue of Life.